# Гампер, Галина Сергеевна
Галина Сергеевна Гампер (6 ноября 1940, Слуцк, Ленинградская область — 25 сентября 2015, Санкт-Петербург) — русская поэтесса и переводчица.

## Семья
Отец — Сергей Леонидович Гампер (1914—1943) — физик, участник первых арктических советских экспедиций (архипелаг Шпицберген, земля Франца-Иосифа), участник Великой Отечественной войны, погиб в октябре 1943 года при форсировании реки Сож. Происходил из старинного рода, к которому принадлежит и Ермолай Ермолаевич Гампер — герой Отечественной войны 1812 года (портрет в галерее героев 1812 года в Эрмитаже). Мать — Наталья Михайловна Гампер (Мансурова) (1913—2009) — кандидат наук. Дед по линии матери — Михаил Михайлович Мансуров, священник церкви Св. Марии Магдалины (г. Павловск), расстрелян в 1937 г.

## Детство и начало творчества
Галина Гампер родилась в городе Павловске. По её признанию, до сих пор павловские холмы, пруды, куртины, петляющая Славянка — любимейшее место. Заочно, дома (болезнь с детства приковала будущего поэта к инвалидному креслу) закончила английское отделение филфака ЛГУ.
Первое стихотворение написала на спор со своим приятелем, в одиннадцать лет. Своим первым поэтическим учителем считала Льва Савельевича Друскина. Позже большое влияние на её творчество оказал Глеб Сергеевич Семенов, учитель почти всех ленинградских поэтов-шестидесятников от Кушнера до Сосноры, некоторые занятия его литобъединения проходили дома у Гампер. В детстве и юности увлекалась рисованием и живописью. Прочитав стихи Галины Гампер, молодого поэта поддержал Михаил Александрович Дудин, в 1965 году «Лениздат» выпустил её первый сборник с его вступительным словом. С 2002 года вела студию молодых поэтов при Союзе писателей Санкт-Петербурга.

## Творчество
С 1972 года — член Союза писателей СССР, впоследствии — член Союза писателей Санкт-Петербурга.
Автор поэтических сборников:
- «Крыши» (Л., 1965),
- «Точка касания» (Л.,1970),
- «Крыло» (Л., 1977),
- «Заклинание» (Л., 1983),
- «На исходе лета» (Л., 1987),
- «Созвучие» (Челябинск, 1996),
- «И в новом свете дождь, и в старом свете» (1998),
- «Что из того, что лестница крута» (2003),
- «Цитаты из жизни. Стихи и проза» (2009)[6],
- «Двоюсь и троюсь, и множусь. Избранное» (2011) (книга получила премию Правительства Санкт-Петербурга[7]),
- «Чёрный квадрат вороны» (2013),

а также в разные годы издавались:
«Дух сам себе отчизна…» (изд. «ГЛАГОЛЪ», СПб.,1996, романизированная биография Перси Б. Шелли),
переводы с английского Перси Б. Шелли, Йетса, Бернса, Дж. Китса, современных английских и американских поэтов,
«История заблудших» Биографии Перси Биши и Мери Шелли. — СПб, «Геликон Плюс», 2016

### Публикации в Интернете
- Галина Гампер. «Еще бы раз в жизни влюбиться»…
- Стихотворения Галины Гампер
- Галина Гампер «На очной ставке с прошлым…» (2001)
- Галина Гампер в Журнальном зале